# Marguerite Duras
Marguerite Duras, född Marguerite Germaine Marie Donnadieu den 4 april 1914 i Gia Dinh i Franska Indokina (nuvarande Saigon i Vietnam), död 3 mars 1996 i Paris i Frankrike, var en fransk författare, dramatiker, manusförfattare och regissör.
Som författare förnyade och moderniserade hon den romantiska genren och som dramatiker utmanade hon de teatrala och filmiska konventionerna. Hon ses av många som en av de stora författarna under andra hälften av 1900-talet, även om hon under sin livstid ansågs vara för konventionell och ibland mötte hård kritik.
Duras är mest känd för sina romaner om Franska Indokina, samt för manus till filmen Hiroshima – min älskade. Många av romanerna har självbiografiska drag, däribland romanen En fördämning mot Stilla havet (1950) liksom den kanske mest kända, Älskaren från 1984. För Älskaren tilldelades hon Goncourtpriset.
Stilen i Duras böcker är mycket säregen, med en omisskännlig språkbehandling som uppdelningar av karaktärer, handlingar, tid och rum. Hennes karaktärer drabbas ofta av passioner, där lidelsen blir till lidande.

## Biografi

### Barndom i kolonin
Duras föddes som Marguerite Donnadieu i Gia Dinh (senare Saigon) i Franska Indokina (nuvarande Vietnam) dit hennes föräldrar flyttat i samband med en kampanj från den franska regeringen sida för att uppmuntra fransmän att arbeta i de franska kolonierna. Båda hennes föräldrar arbetade på skolan i Gia Dinh, hennes mor Mary Donnadieu som lärarinna och fadern Henri Donnadieu som rektor. Marguerite hade en äldre och en yngre broder, Pierre och Paul.
En kort tid efter familjens ankomst drabbades hennes far av sjukdom och återvände till Frankrike där han dog 1921. Duras mor blev kvar med barnen i Indokina och fortsatte sitt arbete vid skolan. De levde under relativt påvra förhållanden, särskilt efter att modern gjort en misslyckad investering i en fastighet med tillhörande jordbruksmark i Kambodja. Vid randen av Stilla havet, i ett träskområde som sex månader om året låg under vatten, försökte de odla ris utan större framgång. I romanen En fördämning mot Stilla havet (1950) skriver Marguerite Duras om hur modern byggde en mur av mangroveträd för att hålla havet borta, men en dag kom vågorna och sopade med sig allt i sin väg. Familjens hårda och fattiga liv under denna tid kom att spela en stor roll i Duras senare verk. En annan händelse som kom att färga Marguerite Duras författarskap var den kärleksaffär hon som tonåring hade med Huynh Thuy Le, en förmögen köpmansson från Sa Dec. Affären spelar en central roll i romanen Älskaren. Hon har också beskrivit hur hon under denna period upprepade gånger blev misshandlad av både modern och sin äldre bror Pierre. Om brodern skriver hon att han rökte opium, stal och spelade bort sina pengar och terroriserade sina småsyskon. Vid ett tillfälle köpte han en babian som han tvingade att svälja så många mynt att den måste hasa sig fram. Han förblev ändå alltid moderns favorit.
1930 började Marguerite gymnasiet i Saigon och bodde då på skolans pensionat. Efter att ha avlagt examen i filosofi lämnade hon Indokina 1931 och fortsatte sina studier i Frankrike. Där studerade hon vid den tekniska privatskolan Scientia Aiteuil för att ett år senare återvända till Saigon.
Hon återvände dock till Paris och reste aldrig tillbaks till Indokina igen. Hon skrev in sig på den juridiska fakulteten men studerade även matematik på sin mors inrådan. I januari 1936 träffade hon och blev tillsammans med Robert Antelme. Duras avslutade sina studier med en examen i statsvetenskap och fick kort därefter anställning som sekreterare på den franska regeringens avdelning för de indokinesiska kolonierna. I juni 1938 blev Antelme inkallad i armén, och den 23 september 1939 gifte de sig.

### Krig och skrivande
Under våren 1940 gav arbetet henne möjlighet att tillsammans med Philippe Roques skriva boken Det franska väldet på uppdrag av propagandaministern Georges Mandel. I boken citerades bland andra Jules Ferry: "Vi kan inte blanda den gula rasen med vår vita. Det är vår plikt att som överlägsen ras civilisera de underlägsna". Duras kunde inte stå för bokens innehåll och avgick från ministeriet i november 1940.
Paret flyttade till rue Saint-Benoît i stadsdelen Saint-Germain-des-Prés och Duras blev snart gravid. Nio månader senare födde hon en dödfödd pojke som hon enligt sig själv aldrig kom att sörja. 1942 (två år efter tyskarnas invasion av Frankrike) började hon arbeta för Vichyregimen som generalsekreterare för den avdelning som granskade texter på väg till förlag (en del av den rådande censuren), men var liksom sin man samtidigt medlem i den franska motståndsrörelsen. Det var på denna arbetsplats hon träffade Dominique Dionys Mascolo som blev hennes älskare. I december samma år fick hon veta att hennes yngre bror Paul hade dött i en hjärtinfarkt i Indokina, endast 27 år gammal. Broderns död tog hårt på henne och hon skriver i Älskaren att det kändes som att också hon dog den dagen.
1943 började Duras och Antelmes lägenhet att användas för möten mellan intellektuella, däribland Jorge Semprún – de diskuterade filosofi, litteratur och politik under namnet Saint Benedict-gruppen. Under denna period skrev och publicerade hon sin debutnovell Les Impudents. Hon använde då för första gången namnet Duras efter gården där hennes far växte upp. Hennes politiska engagemang var också fortsatt starkt och hon samarbetade med François Mitterrand (alias Morland) som precis som Duras lämnat sitt arbete vid Vichyregimen. De skapade ett nätverk som bland annat producerade falska papper till förrymda fångar.
1 juni 1944 blev gruppen lurad in i ett bakhåll och Antelme greps av Gestapo för att senare deporteras till koncentrationslägret Buchenwald. I april 1945 kapitulerade Tyskland och han överlevde lägret med nöd och näppe, Duras skildrar detta i boken Smärtan.

### Efterkrigstiden
Samma år som kriget tog slut och Antelme frigavs från lägret startade de det kortlivade bokförlaget Cité Universelle som endast hann publicera tre böcker. Två år senare, den 24 april 1947, skildes Duras och Antelme. De hade under en tid levt i ett triangelförhållande tillsammans med Dionys Mascolo som nu fortsatte vara Duras älskare och med honom fick hon den 30 juni 1947 sonen Jean. Samma år engagerade hon sig allt mer i det franska kommunistpartiet PCF och hennes debutroman Stilla liv publicerades i december 1947.
1950 anklagades Duras av Jorge Semprun och PCF:s centralkommitté för att under en kväll tillsammans med andra författare ha riktat alltför stark kritik mot partikollegan Louis Aragon. Hon anklagades för att ha oegentligheter för sig mot vissa medlemmar och det spreds rykten om att hon var en dekadent småborgare som bara gick på nattklubb och baktalade partiet. Den 8 mars mottog hon ett brev som krävde hennes avgång. I ett sista brev till PCF skrev Duras: "Jag är fortfarande djupt kommunistisk och jag måste under dessa omständigheter säga att jag aldrig skulle ansluta mig till något som kan skada partiet."
Under 1950 publicerades hennes första självbiografiska bok En fördämning mot Stilla Havet som blev nominerad till Goncourtpriset. Hon arbetade under denna tid för tidningen Elle under pseudonymen Mary Josephine Legrand.
1954 ingick hon i den kommitté av intellektuella som protesterade mot ett fortsatt krig i Algeriet.

### Film och teater
1956 tog det slut mellan Duras och Dionys Mascolo och ett år senare blev hon tillsammans med journalisten och manusförfattaren Gerard Jarlot. För första gången filmatiserades nu en av hennes romaner, En fördämning mot Stilla Havet, som hade premiär 1958 i regi av René Clément.
1958 började hon också själv att arbeta som manusförfattare åt bland andra Alain Resnais med filmen Hiroshima mon amour och senare tillsammans med Henri Colpi inför filmen Une aussi longue absence (1961). 1958 deltog hon också i 14 juli-granskningen som var ett oppositionellt uppror av bland andra Dionys Mascolo mot att De Gaulle tagit makten i landet.
Under hösten 1960 deltog hon aktivt i protesterna mot kriget i Algeriet, bland annat som undertecknare av 121-manifestet. Hon blev under samma tid också medlem av juryn för det litterära Médicispriset. 1961 avslutade hon sin relation med Gerard Jarlot och köpte 1963 en egen lägenhet på det hotell som kallades Les Roches noires (De svarta bergen) i Trouville-sur-Mer. Duras första framgång inom teatern blev pjäsen Des journées entières dans les arbres (Hela dagar i träden) 1966 med Madeleine Renaud i huvudrollen. Hon hade nu nått erkännande inom såväl litteratur som film och teater. Typiskt för hennes pjäser var hur hon förflyttar skådespelarna på scenen och hennes sätt att göra bruk av sin musikalitet genom såväl ord som tystnad.
Under proteströrelsen 1968 stod Duras längst fram bland studenterna och deltog aktivt i de olika studentkommittéerna.
Duras började sedan både skriva och regissera sina egna filmer och uttryckte sitt missnöje över de filmer som tidigare gjorts på hennes romaner. Den första egna filmen var La Musica (1966) som hon regisserade ihop med Paul Seban. Hon fortsatte sedan med Détruire, dit-elle (Förstör, sade hon) inspelad 1969. Den 5 april 1971 undertecknade hon liksom bland andra Simone de Beauvoir, Delphine Seyrig och Jeanne Moreau 343-manifestet som krävde att en ny anti-abortlag skulle avskaffas.
Nästa film blev sedan Nathalie Granger, vilken hon spelade in i sitt eget hem. Därefter följde India Song, inspelad i Palais Rothschild i Boulogne och med musik av Carlos d'Alessio. Hon började nu experimentera allt mer inom både film och teater. Hon ville visa att film inte nödvändigtvis behövde vara berättelser. Filmen Kvinnan i Ganges består till exempel enbart av stillbilder. Längst gick hon i Den atlantiske mannen, där man endast hör hennes egen röst mot en helt svart bild i trettio minuter.

### Alkohol och framgång
Duras bodde i början av 1970-talet ensam i sitt hus vid Neauphle-le-Château. Hon hade under stora delar av sitt liv haft alkoholproblem och dessa tilltog runt 1975. På filmfestivalen i Hyères 1979 träffade hon Jean Pierre Ceton som presenterade henne för sin vän Lemée Yann, en ung författartalang som var en stor beundrare av Duras. 1980 föll hon allt längre ner i sitt missbruk och kördes till slut med ambulans till sjukhuset Saint-Germain-en-Laye, där hon stannade i fem veckor. När hon skrevs ut kontaktade hon Yann och inledde ett förhållande med honom. Hon gav honom namnet Yann Andréa och lät honom fungera som sin älskare och musa. Efter sex månaders avhållsamhet tog alkoholen åter över. Hon skrev dock fortfarande, bland annat en veckospalt i tidningen Libération.
Yann fick också börja skriva allt mer åt Duras som börjat lida av skakningar. Hon gick med på att göra en operation mot skakningarna, vilken utfördes på ett amerikanskt sjukhus i Neuilly i oktober 1982. Följande år regisserade Duras pjäsen Savannah Bay med Bulle Ogier och Madeleine Renaud i huvudrollerna.
1984 fick hon sin största framgång dittills, då romanen Älskaren publicerades och vann Goncourtpriset. Detta gjorde henne till en av de mest lästa bland levande franska författare. 1985 blev hon uppmärksammad och mycket kontroversiell då hon tog ställning i ett uppmärksammat brottmål som av media kallades Gregoryfallet. I en artikel i Libération den 17 juli skrev hon att hon var övertygad om att mamman var skyldig till att ha mördat sitt barn som hittats drunknat i Vologne i oktober 1984. Hon fastnade ännu en gång i missbruk och försökte skildra sin relation till alkoholen i boken Det materiella livet.
Duras blev senare utgivare för Edition POL där hon fick ha hand om en litterär serie som kallades Outside2. Hennes mål var att hjälpa och publicera unga talangfulla författare. Men efter att ha hjälpt till med ett tiotal verk, däribland av Catherine de Richaud, Nicole och Jean Pierre Couderc Ceton, upphörde arbetet efter litterära oenigheter mellan Duras och POL.

### Skrivande och död
I maj 1987 kallades Marguerite Duras som vittne vid rättegången mot nazisten Klaus Barbie men hon vägrade av okänd anledning att svara på åklagarens frågor. I juni samma år publicerade hon boken La Vie Matérielle och i september Emily L.
Under arbetet med filmatiseringen av Älskaren tillsammans med Claude Berri blev Duras plötsligt sjuk och 17 oktober 1988 kördes hon ännu en gång till sjukhus. Hon led då av emfysem och var tvungen att genomgå en trakeotomi. Hon försattes i koma, vilken hon vaknade upp ur först fem månader senare.
Under denna tid kontaktades regissören Jean-Jacques Annaud som gick med på att fortsätta filmningen. Marguerite Duras lämnade sjukhuset hösten 1989 och projektet kom åter igång. Filmen blev dock en besvikelse och hon skrev därefter romanen Älskaren från norra Kina som publicerades 1991, strax innan filmens premiär. Duras hade då rent fysiskt svårt att skriva och hennes sista böcker dikterades. Bland dessa sena verk fanns Yann Andrea Steiner (1992) och Att skriva (1993). Under 1995 skrevs hennes opus Det var allt, en samling intervjuer av Yann Andréa, återutgiven 1999 i sin slutgiltiga version.
Söndagen den 3 mars 1996 kl. 8.00 dödförklarades Marguerite på tredje våningen på Rue Saint-Benoît 5. Hon skulle det året ha fyllt åttiotvå år. Begravningen ägde rum den 7 mars i kyrkan Saint-Germain-des-Prés och hon begravdes på Montparnassekyrkogården. På hennes grav, under pseudonymen Marguerite Duras, står två datum och initialerna M D.

### Eftermäle
Marguerite Duras är idag en av de mest studerade författarna på högskolor. Några av hennes romaner har översatts till mer än 35 språk (inklusive georgiska, singalesiska och armeniska). Den sammanlagda försäljningssiffran för böcker publicerade av Gallimard närmade sig 2008 fem miljoner exemplar.
Älskaren finns utgiven i 35 länder och har tillsammans sålts i 2,4 miljoner exemplar.
17 maj 2011 invigdes den internationella franska skolan Marguerite Duras i Ho Chi Minh-staden.